# Oszkó, Vas
Oszkó  este un sat în districtul Vasvár, județul Vas, Ungaria, având o populație de 693 de locuitori (2011). 

## Demografie
Componența etnică a satului Oszkó
     Maghiari (99,48%)
     Necunoscut (0,52%)
     Alții (0,52%)
Componența confesională a satului Oszkó
     Reformați (2,45%)
     Fără religie (1,73%)
     Necunoscută (94,52%)
     Alte religii (6,06%)
Conform recensământului din 2011, satul Oszkó avea 693 de locuitori. Din punct de vedere etnic, majoritatea locuitorilor (99,48%) erau maghiari. Apartenența etnică nu este cunoscută în cazul a 0,52% din locuitori. Nu există o religie majoritară, locuitorii fiind reformați (2,45%) și persoane fără religie (1,73%). Pentru 94,52% din locuitori nu este cunoscută apartenența confesională.